# Suslic del Kazakhstan
El suslic del Kazakhstan (Spermophilus erythrogenys) és una espècie de rosegador esciüromorf de la família dels esciúrids. N'hi ha diverses subespècies reconegudes. Es troba a l'Àsia central. Spermophilus brunnescens (Beliàiev, 1943), Spermophilus heptneri (Vassílieva, 1964) i Spermophilus ungae (Martino, 1923) en són sinònims acceptats. Hi ha una certa controvèrsia sobre si Spermophilus pallidicauda i Spermophilus brevicauda s'haurien de considerar com a sinònims o bé com a espècies diferents.